# Xavier Rohart
Xavier Charles René Rohart (Thionville, 1 de julio de 1968) es un deportista francés que compitió en vela en las clases Finn y Star.
Participó en cinco Juegos Olímpicos de Verano, obteniendo una medalla de bronce en Atenas 2004, en la clase Star (junto con Pascal Rambeau), el séptimo lugar en Barcelona 1992 (Finn), el quinto en Sídney 2000 (Finn), el sexto en Pekín 2008 (Star) y el noveno en Londres 2012 (Star).
Ganó dos medallas de bronce en el Campeonato Mundial de Finn, en los años 1997 y 1998, y dos medallas en el Campeonato Europeo de Finn, plata en 1997 y bronce en 2001. También obtuvo cinco medallas en el Campeonato Mundial de Star entre los años 2002 y 2007, y tres medallas en el Campeonato Europeo de Star entre los años 2004 y 2015

## Palmarés internacional
| Campeonato Mundial | Campeonato Mundial | Campeonato Mundial | Campeonato Mundial |
| Año                | Lugar              | Medalla            | Clase              |
| ------------------ | ------------------ | ------------------ | ------------------ |
| 1997               | Gdánsk (Polonia)   | Medalla de bronce  | Finn               |
| 1998               | Atenas (Grecia)    | Medalla de bronce  | Finn               |
| Campeonato Europeo |                    |                    |                    |
| Año                | Lugar              | Medalla            | Clase              |
| 1997               | Split (Croacia)    | Medalla de plata   | Finn               |
| 2001               | Malcesine (Italia) | Medalla de bronce  | Finn               |

| Juegos Olímpicos   | Juegos Olímpicos                | Juegos Olímpicos  | Juegos Olímpicos |
| Año                | Lugar                           | Medalla           | Clase            |
| ------------------ | ------------------------------- | ----------------- | ---------------- |
| 2004               | Atenas (Grecia)                 | Medalla de bronce | Star             |
| Campeonato Mundial |                                 |                   |                  |
| Año                | Lugar                           | Medalla           | Clase            |
| 2002               | Marina del Rey (Estados Unidos) | Medalla de bronce | Star             |
| 2003               | Cádiz (España)                  | Medalla de oro    | Star             |
| 2005               | Olivos (Argentina)              | Medalla de oro    | Star             |
| 2006               | San Francisco (Estados Unidos)  | Medalla de bronce | Star             |
| 2007               | Cascaes (Portugal)              | Medalla de plata  | Star             |
| Campeonato Europeo |                                 |                   |                  |
| Año                | Lugar                           | Medalla           | Clase            |
| 2004               | La Escala (España)              | Medalla de plata  | Star             |
| 2005               | Varberg (Suecia)                | Medalla de bronce | Star             |
| 2015               | Gaeta (Italia)                  | Medalla de oro    | Star             |